# 김경도 (1904년)
김경도(金景道, 1904년 4월 7일 ~ 1950년 6월 25일 납북)는 대한민국의 정치인이다.

## 생애
1904년 경상남도 함양에서 태어났다. 함양공립보통학교, 경남교원양성소를 졸업하고, 교원제3, 2, 1종 시험에 합격하였다. 거창공립보통학교 훈도 및 안의, 함양공립보통학교 훈도를 역임하였다. 함양군 서상면장, 함양면장을 재직하기도 했다.
함양산업주식회사 지배인, 함양공립국민학교, 함양공립중학교부형회장, 함양군 연초경작조합장, 국민회 함양군지부 총무를 지냈다.
제헌 국회의원 선거에서 함양군 선거구에 출마해 당선되었다.
한국전쟁 때 납북되었다.

## 역대 선거 결과
|  | 45.61% |

|  | 15.37% |

## 참고자료
- 《대한민국 의정총람》, 국회의원총람발간위원회, 1994년
- 김경도 - 대한민국헌정회